# Nanivitrea alcaldei
Nanivitrea alcaldei là một loài ốc nước ngọt nhỏ, động vật thân mềm chân bụng có mài sống trong môi trường nước ngọt trong họ Hydrobiidae.

## Phân bố
Nanivitrea alcaldei is đặc hữu của the Cárdenas, Cuba with one population, Cuba. It have not been currently found and have perhaps disappeared.

## Miêu tả
Small snail of less than 3 mm.